# Naeem Saad Mubarak Faraj
Naeem Saad Mubarak Faraj   (Kuwait, 1 d'octubre de 1957) és un exfutbolista kuwaitià de la dècada de 1980.
Fou internacional amb la selecció de futbol de Kuwait amb la qual participà a la Copa del Món de futbol de 1982.
Pel que fa a clubs, destacà a Al-Tadhamon SC.